# Pavlohrad
Pavlohrad (in ucraino Павлоград?) è una città dell'Ucraina nell'oblast' di Dnipropetrovs'k ed ospita l'amministrazione del distretto di Pavlohrad . Nel 2022 aveva una popolazione di 101 430 abitanti.
Fino al 18 luglio 2020 Pavlohrad era classificata come città di rilevanza regionale e costituiva un comune autonomo rispetto al distretto di Pavlohrad, anche se ne costituiva il centro amministrativo. Nell'ambito della riforma amministrativa dell'Ucraina, che ha ridotto a sette il numero dei distretti dell'oblast' di Dnipropetrovs'k, Pavlohrad è entrata a far parte del distretto di Pavlohrad.